# Edgar Nkosi White
Edgar Nkosi White (nacido en 1947) es un dramaturgo y escritor montserratense que ha escrito más de 40 obras de teatro y novelas. Su obra ha sido interpretada internacionalmente.

## Primeros años de vida
White nació en Montserrat en 1947, donde asistió a la escuela primaria de Cork Hill. En 1952, se mudó a Harlem, Nueva York, y asistió a la escuela secundaria Theodore Roosevelt. Como estudiante, asistió al City College de Nueva York de 1964 a 1965 y luego a la Universidad de Nueva York. De 1971 a 1973 estudió en la Escuela de Drama de la Universidad Yale, donde estableció una compañía de teatro, Yale Black Players, y fue expulsado por las autoridades escolares. Más tarde en la vida, asistió al Seminario Teológico de Nueva York.

## Obras de teatro y poesía
La primera obra de White, The Mummer's Play, fue producida por Joseph Papp y puesta en escena en el Teatro Público de Nueva York en 1965, cuando White tenía 18 años. Como estudiante de secundaria, la carrera de escritor de White comenzó después de ganar un concurso de poesía en Nueva York. Uno de los jueces allí fue el poeta Langston Hughes, quien más tarde inspiró a White a publicar su primera colección de libros de obras de teatro Underground, en 1970.
Su obra Lament for Rastafari fue dirigida por Basil Wallace en el Teatro Café La MaMa de Ellen Stewart en marzo y abril de 1977. Esto llevó a producciones en Inglaterra tanto en el escenario del Centro de Artes Keskidee como en un drama de radio de la BBC. Una producción de la obra de teatro de White I Marcus Garvey realizó una gira por Canadá en 2011-2012.
De 2010 a 2011, White fue escritor residente en la Biblioteca del City College de la Universidad Municipal de Nueva York, donde continuó escribiendo nueva prosa y poesía, incluidos ensayos sobre Langston Hughes (Trance) y Ellen Stewart (Ellen). En Ellen, White recuerda cómo Martin Sheen lo desafió a escribir su primera obra; y Sheen luego presentó la obra, Mummers, a Joe Papp.
En 2015, White publicó una colección autobiográfica de ensayos y memorias, Deported to Paradise, que usa sus experiencias de crecer en Montserrat y en Nueva York, como punto de partida para discusiones de temas amplios sobre desigualdad, corporaciones, consumismo y el estado del mundo. Algunos de estos ensayos se han publicado de forma independiente; por ejemplo, en 2016, White compartió In the Ghut en celebración del cumpleaños del primer ministro de Montserrat, Donaldson Romeo.

## Obras publicadas seleccionadas

### Libros
- Omar at Christmas (1973), Lothrop, Lee y Shepard.
- Children of Night (1974), Lothrop, Lee & Shepard.
- The Rising: A Novel (1988), Marion Boyars Publishers. Ambientada en una pequeña isla del Caribe, esta novela abarca un año en la vida de un niño, que poco a poco se da cuenta de que son las mujeres las que tienen el verdadero poder.
- Deported to Paradise: Essays and Memories (1995), Peepal Tree Press.

### Obras de teatro
- Underground: Four Plays (1970). William Morrow, Nueva York.[2] Contiene las obras The Burghers of Calais, Fun in Lethe or The Feast of Misrule, The Mummers Play y The Wonderfull Yeare.
- The Crucificado (1972). William Morrow, Nueva York.
- Lament for Rastafari and other plays (1983). Editorial Marion Boyars. Este contiene las obras de teatro Lament for Rastafari, Like them that dream (Children of Ogun), and Trinity - the long and cheerful road to slavery.
- Redemption Song and other plays (1985). Editorial Marion Boyars. Esto comprende Redemption Song, The Boot Dance y Les Femmes Noires.
- The Nine Night (1983). Methuen.

Las listas de todas sus obras representadas en teatros británicos se mantienen en el Archivo de Obras Negras del National Theatre.